# ماري كوداما
ماري كوداما (بالفرنسية: Mari Kodama)‏ هي عازفة بيانو فرنسية، ولدت في 1967 في أوساكا في اليابان.

## وصلات خارجية
- ماري كوداما على موقع ميوزك برينز (الإنجليزية)
- ماري كوداما على موقع أول ميوزيك (الإنجليزية)
- ماري كوداما على موقع ديسكوغز (الإنجليزية)